# 作間功
作間 功（さくま いさお、1942年9月26日 - ）は、日本の男性声優、俳優。東京府（現：東京都）出身。旧芸名は、作間 伊佐夫（読み同じ）。

## 略歴
立教大学卒業。以前はテアトル・エコー、シグマ・セブン、同人舎プロダクションに所属していた。

## 人物
端正かつ通る声で、アニメではアナウンサー役を多く演じている。

## 出演

### テレビアニメ
1965年
- 宇宙少年ソラン（ナレーター）
- ビッグX

1969年
- 海底少年マリン（アナウンサー、助手、敵A、男、隊員A、声、子分）
- 海底都市の出来るまで
- ひみつのアッコちゃん（第1作）（1969年 - 1970年、司会者、巡査、海賊A、ノラ犬、電気屋）

1970年
- 魔法のマコちゃん（茂野アキラ〈二代目〉）

1971年
- 原始少年リュウ（1971年 - 1972年）
- 新オバケのQ太郎
- 天才バカボン（1971年 - 1972年）
- ふしぎなメルモ（社長の秘書）

1972年
- ど根性ガエル（1972年 - 1974年、モグラ）
- ルパン三世 (TV第1シリーズ)

1973年
- 空手バカ一代
- 侍ジャイアンツ（実況アナ）
- ジャングル黒べえ（ニュースキャスター）
- ミラクル少女リミットちゃん（野球部の少年）
- ワンサくん（おでん屋のお兄さん）

1974年
- はじめ人間ギャートルズ（1974年 - 1976年、となり）

1975年
- 宇宙戦艦ヤマト ※「佐久間勲」名義
- ラ・セーヌの星（フェラード）

1976年
- アラビアンナイト シンドバットの冒険（カスラン）
- まんが 花の係長（社員たち）
- ろぼっ子ビートン（福引き係員、テレビの男）

1977年
- 激走!ルーベンカイザー（レースアナウンサー）
- ルパン三世 (TV第2シリーズ)（1977年 - 1980年）

1978年
- 新・巨人の星
- 野球狂の詩（1978年 - 1979年、大島大介）

1979年
- 海底超特急マリンエクスプレス（アナウンス）
- 未来ロボ ダルタニアス（ハリソン）

1980年
- 鉄腕アトム (アニメ第2作)（アナウンサー）
- ムーの白鯨
- 無敵ロボ トライダーG7（アナウンサー）

1981年
- あしたのジョー2

1982年
- スペースコブラ（アナウンサー）
- とんでモン・ペ

1987年
- エスパー魔美（1987年 - 1989年、新一、幸司の父）

1988年
- 美味しんぼ（木元修）

1989年
- ミラクルジャイアンツ童夢くん（アナウンサー）

### 劇場アニメ
- 新・巨人の星（1977年）
- がんばれ!! タブチくん!!初笑い第3弾 あゝツッパリ人生（1980年）
- 象のいない動物園（1982年）

### OVA
- ダーティペア（1987年、署長）

### ゲーム
- EVE The Fatal Attraction（エドワード・シュミット）
- シャーロック・ホームズの探偵講座
- シャーロック・ホームズの探偵講座II

### 吹き替え

#### 映画
- 青い体験
- 荒馬と女（ロデオのアナウンス）
- アンナ・カレーニナ
- 男と女
- 外套
- 帰郷（アレクセイ・バターロフ〈セルゲイ・ゴルーブコフ〉）※VHS版
- 危険な来訪者（アナウンサー）
- 暗くなるまで待って
- 黒い稲妻
- ゲッタウェイ ※フジテレビ版
- 小犬を連れた貴婦人
- ゴッドファーザー
- ザ・ビッグマン
- シー・オブ・ラブ ※ソフト版
- スリーメン&リトルレディ（エドワード）
- 大統領の陰謀
- 小さな目撃者
- チェホフのかもめ（メドヴェジェンコ〈セルゲイ・トルカチェフスキー〉）
- パットン大戦車軍団
- ブリット
- 慕情
- レーサー
- ローマの休日 ※テレビ朝日版
- ロッキー4/炎の友情

#### ドラマ
- アメリカン・ヒーロー
- 刑事コロンボ 祝砲の挽歌（スプリンガー候補生〈マーク・ウィーラー〉）
- スパイ大作戦
- 第一容疑者3
- 特攻野郎Aチーム 必殺!最後の大血戦
- 600万ドルの男

#### アニメ
- 王と鳥
- 白雪姫2（デューク大王）
- ピノキオ（ケンカおじさん）※再公開版
- 101匹わんちゃん（ラブラドール）※再公開版
- ロビン・フット（ナッツィ）※劇場公開版
- わんわん物語（ゼロ）

#### 人形劇
- サンダーバード（レポーター、消防班の声、ロケット会社社長サウンダース）

### 特撮
- アクマイザー3（ガマーダの声）
- 宇宙刑事シャリバン ※13話（実況アナウンサー）
- SFドラマ 猿の軍団（モンタの父の声）
- 円盤戦争バンキッド（エルドン中尉の声）
- 怪奇大作戦（第1・2話のナレーター[要出典]）※ノンクレジット
- 仮面ライダーV3（第36話のアナウンサーの声[要出典]）※ノンクレジット
- ガンマー第3号 宇宙大作戦（カーチス中尉）
- ミラーマン 第10話

### テレビドラマ
- オレとシャム猫 第10話
- 俺はおまわり君 第11話
- 鏡の超人 第10話
- 暗い循環
- 日本沈没（1974年版）（ニュースキャスター）
- 水もれ甲介（第2話の店員）
- 太陽にほえろ!
- 探偵物語（第13話のラジオアナウンサーの声）
- 特別機動捜査隊 第126話
- ひとり魔殺人事件

### 映画
- 日本沈没（1973年）（ラジオアナウンサー）
- ノストラダムスの大予言（ラジオの声[5]）
- ルパン三世 念力珍作戦（マラソン実況アナ）

### 舞台
- スパイの技術（1962年、中谷[2]）
- イヴとアダム（1963年、アジる男[2]）
- 四人の隊長の恋（1964年、酒場の男2[9]）
- 珍訳聖書（1973年、浅草署の署長[10]）
- ローゼンクランツとギルデンスターンは死んだ（1980年、クローディアス[11]）
- 天才バカボンのパパなのだ（1980年、署長[12]）

### CD
- 日本名作絵本 かぐや姫（おきな）
- 朗読ライブラリー
  - 『国木田独歩作品集』
  - 『梶井基次郎作品集』
- WORKDAY WARRIORS 〜恋におちて〜（劉桑締）

### テレビ番組
- テレビ幼稚園
- J SPORTS「トータルラグビー」（ナレーター）
- 冒険!ゴジランド（ナレーション）[5]

### CM
- タカラ「大相撲ゲーム」（1977年、CMナレーター）
- 大塚製薬「オロナミンC」（1980年代、実況アナウンサーの声、CMナレーター）
- ACジャパン「空き缶」（1981年、実況アナウンサーの声）
- 大塚食品「ボンカレーGOLD」（1985年、実況アナウンサーの声）
- ポピー
  - 「ビクトラー・ジャッカー電撃隊」（CMナレーター）
  - 「超合金・マジンガーZ」（CMナレーター）
- 任天堂「ファミリーコンピュータ」他（CMナレーター）

### その他のコンテンツ
- 東京レポート（ナレーター）
- のりもの大百科（ナレーター）
- 野生動物のなぞ Animal Marvelous（ナレーター）
- 協同の輪 四十年 〜ゆるぎない明日にむかって〜（ナレーション）
- 東京ディズニーランド 白雪姫と七人のこびと（デューク大王）